# Turneul Campioanelor WTA 2016 – Simplu
Agnieszka Radwańska este câștigătoarea ultimei ediții.

## Participanți
1. Angelique Kerber
2. Agnieszka Radwańska
3. Simona Halep
4. Karolína Plíšková
5. Garbiñe Muguruza
6. Madison Keys
7. Dominika Cibulková
8. Svetlana Kuznetsova

## Jucătoare de rezervă
1. Johanna Konta
2. Carla Suárez Navarro

## Turneul

### Grupe

#### Grupa Roșie
|   |                    | Kerber             | Halep         | Keys     | Cibulková          | Grupă V-Î | Set V-Î    | Game V-Î     | Loc |
| - | ------------------ | ------------------ | ------------- | -------- | ------------------ | --------- | ---------- | ------------ | --- |
| 1 | Angelique Kerber   |                    | 6-4, 6-2      | 6-3, 6-3 | 7–6(7–5), 2-6, 6-3 | 3-0       | 6-1(85,7%) | 39-27(59,1%) | 1   |
| 3 | Simona Halep       | 4-6, 2-6           |               | 6-2, 6-4 | 3-6, 6-7(5–7)      | 1-2       | 2-4(33,3%) | 27-31(46,6%) | 3   |
| 6 | Madison Keys       | 3-6, 3-6           | 2-6, 4-6      |          | 6-1, 6-4           | 1-2       | 2-4(33,3%) | 24-29(45,3%) | 4   |
| 7 | Dominika Cibulková | 7–6(7–5), 2-6, 6-3 | 6-3, 7-6(7–5) | 1-6, 4-6 |                    | 1-2       | 3-4(42,9%) | 33-36(47,8%) | 2   |

#### Grupa Albă
|   |                     | Radwańska     | Plíšková           | Muguruza           | Kuznetsova         | Grupă V-Î | Set V-Î    | Game V-Î     | Loc |
| - | ------------------- | ------------- | ------------------ | ------------------ | ------------------ | --------- | ---------- | ------------ | --- |
| 2 | Agnieszka Radwańska |               | 7-5, 6-3           | 7-6(7-1), 6-3      | 5-7, 6-1, 5-7      | 2-1       | 5-2(71,4%) | 42-32(55,8%) | 2   |
| 4 | Karolína Plíšková   | 5-7, 3-6      |                    | 6–2, 6–7(6-8), 7-5 | 6–3, 2–6, 6-7(6-8) | 1-2       | 3-5(37,5%) | 41-43(48,8%) | 3   |
| 5 | Garbiñe Muguruza    | 6–7(1-7), 3–6 | 2–6, 7–6(8-6), 5-7 |                    | 3-6, 6-0, 6-1      | 1-2       | 3-5(37,5%) | 38-39(49,4%) | 4   |
| 7 | Svetlana Kuznetsova | 7–5, 1–6, 7–5 | 3–6, 6–2, 7-6(8-6) | 6-3, 0-6, 1-6      |                    | 2-1       | 5-4(55,5%) | 38-45(45,8%) | 1   |

### Faza eliminatorie

#### Semifinale
Angelique Kerber -  Agnieszka Radwańska  6-2, 6-1
 Dominika Cibulková  -  Svetlana Kuznetsova 1-6, 7-6 (7-2), 6-4

#### Finala
Dominika Cibulková  -  Angelique Kerber  6-3, 6-4

## Legături externe
- en Site web oficial